# 例えば炎
例えば炎（たとえばほのお）は、吉本興業（大阪本社）所属のお笑いコンビ。2020年結成。NSC大阪校43期生。よしもと漫才劇場を中心に活動中。UNDER5 AWARD 2024・2025ファイナリスト。

## メンバー
タキノ ルイ（1995年10月8日 - ）（29歳）
ツッコミ・ネタ作り担当。立ち位置は向かって左。
本名、滝野 留伊（たきの るい）。
兵庫県宝塚市出身、大阪学院大学卒業。身長175 cm、体重90 kg。血液型はB型。
愛称は国王、キョロ。
趣味はカラオケ。好きな数字は69。特技はゴルフ（ベストスコア69）、バスケ、早食い。
藤原丈一郎（なにわ男子）とは高校の同級生。

田上（たのうえ、1995年5月3日 - ）（30歳）
ボケ担当。立ち位置は向かって右。
本名、田上 天悠 （たのうえ たかひさ）。
兵庫県伊丹市出身、関西大学中退。身長180 cm、体重68 kg。血液型はO型。
愛称はたのぴ、衛兵、隠者、ZERØ。
趣味は映画鑑賞、野球（福岡ソフトバンクホークスファン）、同級生と漫才。特技は水切り、俳句（奇声）、スカし。

## 経歴
宝塚市立光ガ丘中学校の同級生として出会う。
その後、大学在学中にタキノはアルバイト先の先輩であった福田和真（元パンドラ）に憧れ、芸人になることを決意した。大学卒業間際に飲み会でNSCに入ることを発表したところ、単位不足で大学を卒業できなくなっていた田上も中退の理由を求める形でNSC入学を決めた。
2018年、NSC大阪校に41期生としてコンビ入学する。当時のコンビ名は「エレガンス」（由来は宝塚市にあるラブホテルの名称）で、9月頃から「傀儡兄弟」（くぐつきょうだい）として無断でフリーライブに出演。その件が発覚した上、出席日数が足りず期限通りであれば2000字の反省文を提出することで卒業となるがその連絡すら受け取ることができていなかったので1万字の反省文を提出しようとした所「ルールが守れない人はいらない」と吉本社員から言われたことでコンビでNSCを中退。
中退して間もなく、NSC42期生として授業料のローン審査を申し込んだところ、田上は通ったがタキノはローン申請が通らなかった。そのため、授業料を稼ぐために1年間をアルバイトに費やしながら「傀儡兄弟」として大阪にて週に1度程度フリーで活動をしていた。当時一緒に活動していたフリー芸人には十九人などがいる。
2020年、NSC大阪校43期生として再入学、それに伴いコンビ名を「例えば炎」へ改名した（そのため結成年は2020年としている）。さらば青春の光のようにインパクトがあって記憶に残りやすいものにしたいとタキノが考案した。
2024年、芸歴5年未満が対象の賞レース「UNDER 5 AWARD」で決勝進出。同年のM-1グランプリ2024では敗者復活戦に出場。唯一タイムオーバーで終了したものの、その独特の芸風で注目度を大きく高めた。

## エピソード

### コンビ
- 中学一年生の時同じクラスだった。その後同じクラスになることはなかったが家の方向が一緒でよく一緒に帰っていたことやモンハンやっていること、塾が一緒などの共通点もあって仲良くなった。[10]
- こうちゃん（ファンファーレと熱狂）とは中学の同級生である。
- NSC在学中に無断でフリーライブに出演したことが発覚し卒業が危ぶまれるも、41期生による卒業ライブ「41期大ライブ」には出演することができた。その後、卒業を果たすために1万字に及ぶ反省文を執筆し、期日を過ぎてから当時の社員に提出したものの、受理はされなかった。
- タキノは純吉（イノシカチョウ）、たっぺい（cacao）とルームシェアをしている。以前は相方の田上も同じ部屋の押し入れに住んでいた[11]。しかしまっすぐ寝られないことが原因で首に負担が掛かり首ヘルニアを発症したことから医者から押し入れへ住むのを止められたため、現在は一人暮らしをしている。
- YouTubeの登録者数1万人祝いでマネジメントから差し入れられたキャベツ太郎が賞味期限切れだった[12]。
- 中学1年生の時の担任が田上に対し「あんた、タキノについてったら人生棒に振るで」と言っていた。
- NSC41期時代、コーポ谷町（現在は解体）に同居していた。
- MBTIはタキノが「提唱者（INFJ）」、田上が「仲介者（INFP）」である[13]。
- 2度目のNSC入学の際お金が貯まらず6月入学となってしまった。

### タキノ
- M-1グランプリ2024敗者復活戦の前日から、漫画『亜人』の「佐藤」に憧れキャスケット帽を被っている。
- 中学ではバスケ部に、高校と大学ではゴルフ部に所属していた。
- でんぱ組.incのファンを公言しており特に同グループセンターであった古川美鈴を憧れと語っている。自身の初冠番組「例えば炎の例えばテレビ」でサプライズ対面を果たした。

### 田上
- 2個下の妹と7個下の弟がいる長男である。これについてタキノから「お前は長男特有の否定癖がある」と指摘されたことがある[14]。
- 料理が得意ではなく2年間同じ家に住んでいるが一度もコンロを使ったことがない。
- 中学受験、高校受験、大学受験に失敗している。そして入学した大学を4回生の時点で8回生まで通わなければ卒業できないことが確定してしまったため5回生の前期ひとつも単位を取得せず中退した。
- 大学時代「ウォーキング・デッド」とか「プリズン・ブレイク」にハマっておりいつか世界はおかしくなり何もやる必要なくなるやろと思い込みやらなければいけないことを全て放置していた。[10]
- 一度も芸人になりたいと思ったことはなかったが大学が卒業できないことが確定してどうにかしなければならないと思っていたタイミングでタキノが芸人になると聞き大学を辞める理由になること、タキノはおもろいからという理由で芸人になることを決めた。
- 2024年8月15日によしもと漫才劇場で行われた翔メンバー（芸歴7年目以下）の人翔総選挙にて総勢96名の中から6位に輝いた。公約は「劇場の先輩しか座れないソファーで寝ます。」
- ピアノを14年間習っていた。
- NSCに入っていない空白の一年で「金遣いが荒い」という理由で両親からクレジットカードを捨てられた[15]。
- 滝野の母から「せっかく頭も良くていい家の子やのにうちの子が芸人やるって言ったせいで田上くんはほんまに可哀想やわ」と言われたことがある。[16]

## 芸風
主に漫才で、コント漫才を得意とする。全体的にゆるい雰囲気をまとい、タキノがわざとスベるようなツカミをした後に、小ボケを交えながらツッコミを入れてゆく。大舞台で緊張しないために「ナメてかかる」ことを心がけており、M-1グランプリ準決勝をともに戦った髙比良くるま（令和ロマン）には「こいつらは本当に舐めてる。こいつら本物。ガチ舐め」「異質感はめっちゃあった」と評されている。

## 出囃子
- ORANGE RANGE『夢人』[19]

## 賞レース成績

### M-1グランプリ
| 年度             | 結果       | エントリー No. | 会場                           | 備考               |
| ---------------- | ---------- | -------------- | ------------------------------ | ------------------ |
| 2018年（第14回） | 1回戦敗退  | 2028           | 【大阪】大丸心斎橋劇場         | 傀儡兄弟として出場 |
| 2019年（第15回） | 2回戦進出  | 3275           | 【大阪】朝日生命ホール         | 傀儡兄弟として出場 |
| 2020年（第16回） | 1回戦敗退  | 787            | 【大阪】朝日生命ホール         | 再エントリー       |
| 2021年（第17回） | 2回戦進出  | 999            | 【大阪】森ノ宮よしもと漫才劇場 |                    |
| 2022年（第18回） | 3回戦進出  | 2106           | 【大阪】よしもと漫才劇場       |                    |
| 2023年（第19回） | 3回戦進出  | 1409           | 【大阪】よしもと漫才劇場       |                    |
| 2024年（第20回） | 準決勝進出 | 3743           | 【東京】NEW PIER HALL          | 敗者復活戦出場     |

### UNDER5 AWARD
| 年度            | 結果       | 会場              | 備考                                   |
| --------------- | ---------- | ----------------- | -------------------------------------- |
| 2023年（第1回） | 準決勝進出 | よしもと漫才劇場  |                                        |
| 2024年（第2回） | 決勝進出   | ルミネtheよしもと | 1stステージ Cブロック敗退              |
| 2025年（第3回） | 決勝進出   | ルミネtheよしもと | ラストイヤー 1stステージ Cブロック敗退 |

- ytv漫才新人賞2023-2024 決定戦 ROUND3 12位
- ytv漫才新人賞2024-2025 決定戦 ROUND3 9位
- マイナビLaughter Night 2025年3月月間チャンピオン[22]
- ダブルインパクト 漫才&コント二刀流No.1決定戦2025 準々決勝進出[23]
- 2025年 今宮子供えびすマンザイ新人コンクール 福笑い大賞

## 出演

### テレビ
- るてんのんてる（読売テレビ、2023年9月29日）
- どこでもミルクボーイ（eo光チャンネル、2024年2月6日）- タキノのみ
- さや香の違和館ヤバない?（テレビ大阪、2024年8月31日）
- M-1グランプリ2024敗者復活戦（TBSテレビ、2024年12月22日）
- オールザッツ漫才（毎日放送、2024年12月29日）
- 千原ジュニアの座王（関西テレビ、2025年1月24日）
- ytv漫才新人賞 ROUND3（読売テレビ、2025年2月16日）
- ワチャラチャ忍忍（サンテレビ、2025年2月18日・25日）
- 証言者バラエティ アンタウォッチマン！（テレビ朝日、2025年3月4日）
- 例えば炎の例えばテレビ（TBSチャンネル1、2025年6月28日）- 冠特番

### ラジオ
- 例えば炎のラジオ🐀🐖（stand.fm、2021年4月28日 - ）- 不定期更新
- MBSヤングタウンNEXT（MBSラジオ、2024年6月30日、2025年4月13日）
- 例えば炎のあ、エレガンス（ラジオ関西、2025年6月6日 - ）- 全12回（予定）